# Robbie Crawford
Robert Crawford, detto Robbie (Irvine, 12 dicembre 1995), è un calciatore scozzese, centrocampista del Partick Thistle.